# Van's Aircraft RV-4
Le Van's Aircraft RV-4 est un avion léger biplace américain construit destiné à la construction amateur, commercialisé en kit par Van's Aircraft.

## Historique
C’est en 1975 que Richard VanGrunsven entreprit le développement d’une version biplace du RV-3. Cet appareil bénéficia de l’expérience acquise par Dick VanGrunsven pour résoudre les problèmes de structure rencontrés avec le RV-3. La voilure, en particulier, a été entièrement repensée. C’est donc en réalité un appareil entièrement nouveau, se distinguant en outre de son prédécesseur par un abaissement du pontage supérieur du fuselage à l’arrière et l’adoption d’une verrière en goutte d’eau. Deux occupants peuvent prendre place à bord, installés en tandem, le pilote occupant le siège avant. Contrairement aux productions suivantes de Van's Aircraft, le RV-4 est commercialisé uniquement avec un train classique, mais il semble que quelques constructeurs amateurs aient choisi de modifier leur monture avec un train tricycle, et deux exemplaires au moins ont reçu un train escamotable.
Le prototype effectua son premier vol en août 1979 et la commercialisation de l’appareil débuta sous forme de kits en 1981 au prix d’environ 10 905 US$. Bien que le cockpit soit peu confortable, surtout pour les personnes de grande taille, le RV-4 s’est révélé capable d’effectuer des vols à très longue distance. Rappelons que c’est à bord d’un RV-4 que l’australien Jon Johanson (en) a survolé pour la première fois en 2000 le Pôle Nord sur avion de construction amateur à l’occasion d’un tour du monde aérien, puis le Pôle Sud en décembre 2003.
En vol, c'est un petit avion nerveux mais sûr et qui pardonne beaucoup. S'il est équipé d'une alimentation et d'un graissage dos (la machine peut voler dans toutes les positions sans que le moteur ne s'arrête), il devient un avion de voltige qui supporte + 6g et - 3g. En vol, il croise à 280 km/h) et décroche entre 80 et 90 km/h. Vol lent, vol rapide et possibilité de voltige en font un excellent compromis aux yeux de ses utilisateurs. Il faut entre 2 000 et 5 000 heures de construction selon son expérience pour obtenir un appareil prêt à prendre l'air à partir d'un 'lot matière' (désignation consacrée par la réglementation aéronautique française pour kit) et des plans fournis par Van's Aircraft.

## Variantes

### RV-4TE
Construit par Jon Johanson (en) avec l’aide de l’ingénieur Brett Turner et de l’Australian Experimental Aircraft Association. C’est sur cet appareil à moteur Continental IO-360 (en) de 200 ch (TE pour Turbo Endurance) immatriculé VH-NOJ que le pilote australien a battu 48 records internationaux en classe C1c (avion pesant entre 1 000 et 1 750 kg) et effectué plusieurs vols spectaculaires qui lui ont valu les plus hautes distinctions de la FAI.

### Harmon Rocket II
Dans la continuité du Rocket I, John Harmon a développé cette version racer du RV-4. L’arrière du fuselage est relevé, la verrière redessinée et la voilure renforcée pour recevoir un moteur Lycoming IO-540-C4B5 de 250 ch sous un capot modifié, entraînant une hélice bipale Hartzell. La masse à vide passe à 544 kg et la masse maximale à 908 kg, mais les performances sont spectaculaires: 370 km/h à 75 % de puissance pour une VNE de 443 km/h et une vitesse ascensionnelle de 944 m/min pour une vitesse d’atterrissage de 88,5 km/h. Le kit complet de modification du RV-4 est vendu 7 759 US$ début 2 010, les plans seuls étant proposés à 150 US$.

### Harmon Rocket III
Modification plus radicale du RV-4: L’envergure est réduite à 6,09 m pour une surface de 9,2 m2, installation d’un moteur Lycoming IO-540 de 400 ch entraînant une tripale Hartzell. Monoplace, ce bolide affiche une VNE de 500 km/h pour une vitesse de croisière (75 % de puissance) de 418 km/h et une vitesse ascensionnelle de 1 097 m/min au poids maximal de 817 kg.

### Production et évolutions
Le 12 février 2010 on recensait 1 310 achevés ayant volé dans le monde (dont 9 en France, 11 autres étant en construction), ce qui en fait un des avions commercialisés en kit les plus populaires, après le Van’s RV-6 qui est une évolution côte à côte du RV-4. Début 2010 cet appareil est vendu entre 30 000 et 73 000 US$, sans moteur ni avionique, selon le kit choisi. Le Van’s RV-6 reprendra la philosophie générale du RV-4, mais proposera un cockpit plus volumineux et sera disponible soit avec un train classique soit avec un train tricycle.

## Sources
- Le site internet de Van's Aircraft
- Pour tout savoir sur Jon Johanson et ses exploits
- Le site internet de Harmon Rocket LLC
- Kenneth Armstrong, Choosing Your Homebuilt – The One You’ll Finish And Fly. Butterfield Press, Templeton (Californie), 1993.
- Peter M Bowers, Guide to Homebuilts (diverses éditions). TAB Books, Blue Ridge Summit (Pennsylvanie).